# Гаррі Стрідом
Гаррі Стрідом (англ. Gary Strydom, 1 січня 1960, Дурбан, Південна Африка) — професійний бодібілдер з Південної Африки, переможець змагання Ніч Чемпіонів 1987.

## Біографія
Гаррі Стрідом народився в 1960 році в місті Дурбан, в Південній Африці. Як і багато відомих культуристів, ще з раннього дитинства Гаррі був активною і спортивною дитиною. Футбол, біг, боротьба і плавання були невід'ємною частиною його дитинства. У шкільні роки він був капітаном команди з американського футболу. Його вибрали, так як він вже тоді був фізично сильний, і крім цього володів привабливою зовнішністю та харизмою.
З бодібілдингом Гаррі познайомився в збройних силах, куди був покликаний після закінчення школи. Стрідом був завзятий у всьому до чого тільки не брався. Навіть в армії з рядового солдата він став сержантом. На території частини був непоганий тренажерний зал. Він зібрав журнали і намагався довідатися про бодібілдинг якомога більше. Не дивлячись на те, що програму він собі склав, з харчуванням ще були проблеми. Але його мета вже сформувалася — він хотів стати культуристом. Це він озвучив свою сім'ю після служби, але на ці слова практично ніхто не звернув увагу. Але Гаррі був голослівним. Накопичивши тисячу доларів, він відправився в Нью-Йорк.
Але мабуть Нью-Йорк не був тим, містом, де судилося йому залишитися. Він приїхав туди взимку і побачив сніг вперше. А щоб заощадити гроші оселився в найбіднішому куточку міста, що ще більше затьмарювало його враження. Він дізнається, що найкраще місце для початківця культуриста — це Каліфорнія. До того ж там було тепло. Недовго думаючи він купує квиток і відправляється до Каліфорнії.
Але, як і Нью-Йорк, Каліфорнія не чекала на нього з розпростертими обіймами. У перший день прибуття Гаррі не встиг знайти собі місце для ночівлі, що змусило його ночувати на лавці в парку. Щоб тренуватися і перемагати, а саме за цим спортсмен і приїхав в Штати, потрібно було заробляти гроші. Тому цілий наступний день Гаррі шукає собі роботу. За щасливим збігом обставин він її знаходить швидко, правда це була м'яко сказати не проста робота. Його взяли тренером в спортзал, де він повинен був тренувати проблемних американських підлітків. Але це було ніщо в порівнянні з тим, що він мав, а мав він в розпорядженні цілий тренажерний зал. Так і почав він свою підготовку до перших змагань.
Вперше Гаррі вийшов на сцену турніру Містер Флорида, де, навіть на подив собі самому, переміг там. Тут він зрозумів, що ідея поїхати в США була правильною. Крім чудової форми, яку спортсмен продемонстрував, публіці він запам'ятався своїм артистизмом. Наступного року чемпіон без проблем переміг на Чемпіонаті Америки.
Його спортивна форма наближалася до провідної. Але як виявляється, він не може стати професіоналом IFBB, тому як не має громадянства Америки. Два наступних роки він намагається стати громадянином США і за кілька днів до прийдешнього турніру «Нашіоналс» в 1986 році він досягає своєї мети. Тепер Гаррі повноправний американець. Крім цього він ще без проблем переміг на «Нашіоналс» і став професіоналом.
Його форма вражала всіх. Не дивлячись на те, що він був високим, він не здавався худим порівняно з низькорослими спортсменами. Його маси вистачало для успішних виступів. Саме тому Гаррі наступні п'ять років змагається без поразок. У 1990 році він укладає вигідний контракт з перспективним журналом на велику суму. Більше в грошах він не потребував. Його помічали всюди, він був висхідною зіркою бодібілдингу. Експерти пророкували йому велике майбутнє. У 1988 році він пробує себе на Олімпії і займає відразу п'яте місце. Суперники починають нервувати, так як Гаррі ще не набрав свою звитяжну форму, а вже встиг піддати жару.
Але трохи пізніше Гаррі починає свій власний бізнес. Все почалося з виробництва спортивного одягу. Бізнес почав розвиватися, і спортсмен йде туди з головою. Він все менше виступає і в 1996 році заявляє про свій відхід з бодібілдингу.
Через 10 років Гарі Стрідом повернувся в бодібілдинг. Він продемонстрував чудову форму, хоча йому було 47. На турнірі «Колорадо Про» в 2006 він фінішував сьомим. Ще раз він зміг здивувати всіх, адже за 10 років бодібілдинг зазнав масу змін. На подіумі стояли молоді атлети, маючи більшу масу. Тим не менш, Гаррі зміг гідно з ними конкурувати. Але більше на сцену він не виходив.

## Виступи
- Містер Олімпія — 5 місце (1988)
- Гран Прі Швеція — 1 місце (1989)
- Ironman Pro Invitational — 4 місце (1990)
- Чикаго Про — 2 місце (1988)
- Гран Прі Франція — 2 місце (1990)
- Ніч Чемпіонів — 12 місце (1996)
- Гран Прі Іспанія — 2 місце (1989)